# Docushare
Xerox DocuShare fue desarrollado originalmente por los centros de investigación de Xerox como una aplicación para uso interno (denominada AmberWeb). El producto fue la primera herramienta de gestión de documentos basada en la web que se ofreció al mercado en 1997.
Desde su lanzamiento inicial, DocuShare ha añadido capacidades en la gestión de flujos de trabajo y de gestión de procesos de negocio, digitalización de documentos, gestión de registros, colaboración social y escalabilidad empresarial. Con la versión 5.0 en 2006, Xerox lanzó DocuShare CPX y un modelo de licencia flexible que permite a los clientes mezclar servicios de sólo lectura (invitado - público), de contenido básico y más puestos de CM según sean necesarios.

## Productos
La plataforma DocuShare Content Management incluye cuatro productos:
- DocuShare Express es un paquete de gestión de contenidos adaptado a las PYMES. Está centrado en la gestión de documentos digitales y la conversión de contenido de papel en digital.
- DocuShare ofrece funciones de gestión de documentos, colaboración, captura de imágenes y publicación Web para apoyar el intercambio de información en una empresa o departamento. Las extensiones o add-ons incluyen gestión de registros, gestión del ciclo de vida, espacios de trabajo de equipos, flujos de trabajo, captura y eForms comerciales.
- DocuShare Enterprise está enfocado a los requisitos de administración de contenido empresarial (ECM) para implementaciones de gran tamaño.
- DocuShare Education es una configuración especial para colegios e instituciones de educación superior.

Herramientas para desarrolladores: DocuShare Developer Environment - un SDK en J2EE para integrar DocuShare con otros sistemas empresariales y crear aplicaciones centradas en el contenido.
Solutions: DocuShare Virtual Filing System - Producto que combina software, hardware y servicios de consultoría para convertir el archivo basado en papel en un sistema de gestión de contenido digital.
Hosted solutions: DocuShare también está disponible como una oferta alojada por los servicios de outsourcing de Xerox.

## Arquitectura y características
DocuShare se ha observado para la simplicidad de su UI y de la administración.
DocuShare es una plataforma multinivel, basada en Java SE (en lugar de Java EE), con un entorno de arquitectura y desarrollo que favorece la interoperabilidad. La plataforma utiliza un servidor Tomcat y varios motores OEM incluyendo HP Autonomy (para indexación, eForms y BPM) y records management de IBM. Xerox ha desarrollado los componentes del producto con arquitectura Java SE y agregando flujo de trabajo y motores de búsqueda. También incluye wiki, blog y comentarios como funcionalidades sociales básicas. Para la creación de imágenes, incluye un gestor de contenido (un Analizador XMI), la capacidad de enviar correo electrónico directamente a una colección DocuShare, escanear cubierta (con la tecnología DataGlyph ya desarrollada para los productos Xerox FlowPort y PaperWorks) y un Motor OCR opcional (proporcionado por Nuance).
El motor de búsqueda Autonomy se usa para buscar documentos y metadatos (anteriormente se utilizó un motor de búsqueda Verity).